# یواس‌اس ویسلر (اس‌پی-۷۸۴)
یواس‌اس ویسلر (اس‌پی-۷۸۴) (به انگلیسی: USS Whistler (SP-784)) یک کشتی بود که طول آن ۵۰ فوت (۱۵ متر) بود. این کشتی در سال ۱۹۱۷ ساخته شد.